# Alfredo Panzini
Alfredo Panzini, född 31 december 1863 i Senigallia, död 10 april 1939 i Rom, var en italiensk författare.
Panzini var latinlärare och var med sin klassiska förfinade stil och sin humor en av det tidiga 1900-talets främsta italienska författare. Panzini började sin litterära bana med kommentarer till Vergilius och Tibullus, och fortsatte därefter som författare av korta noveller som Piccole storie del mondo grande (1901), och Le fiabe della virtù (1905). Senare utgav han satiren Santippe (1914) och den lyriska reseskildringen La lanterna di Diogene (1909). 

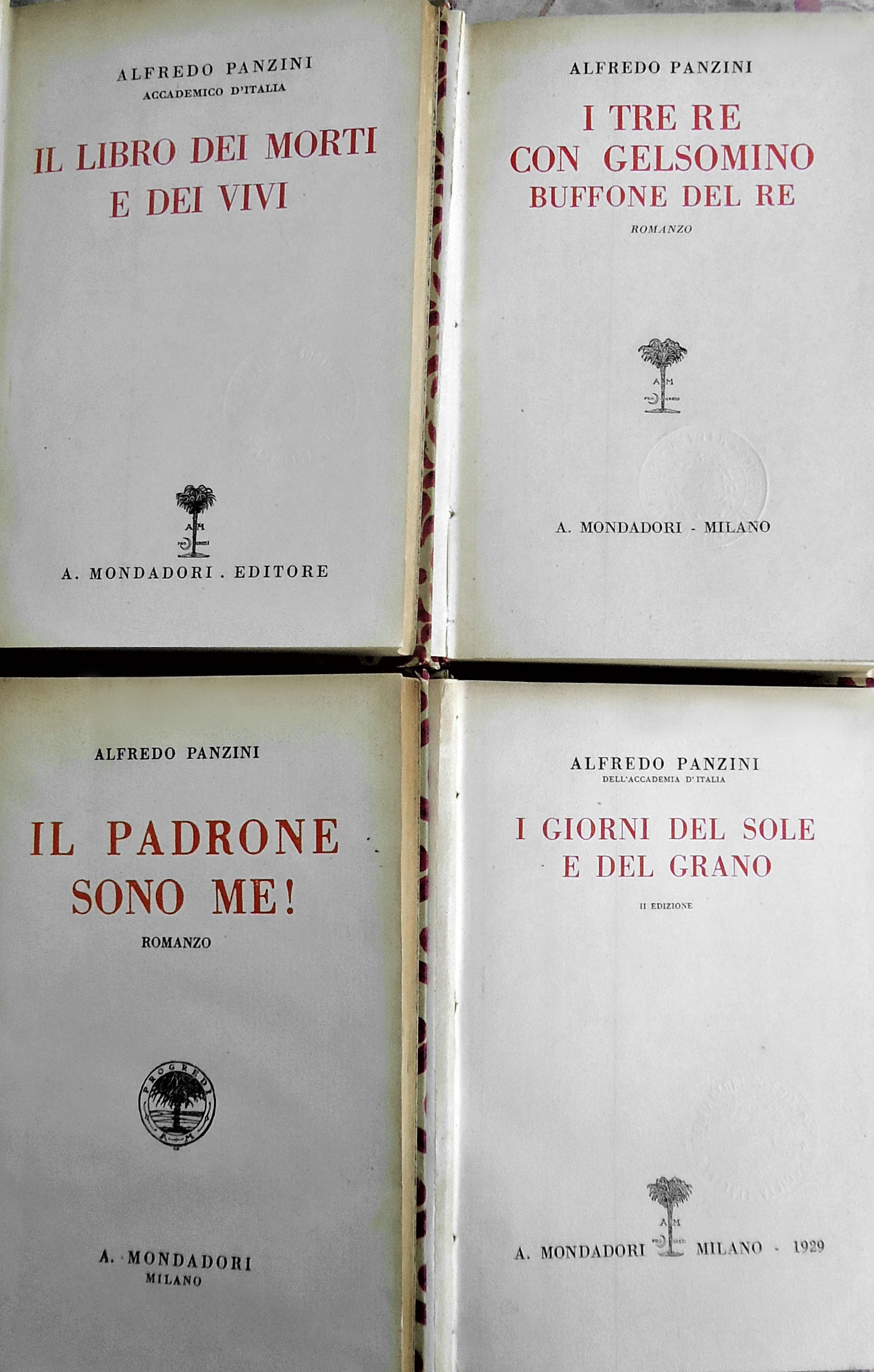
Alfredo Panzini, romanzi

Panzinis produktion under och efter första världskriget hade i allmänhet politisk anstrykning. Kriget skildras bland annat i Il romanzo della guerra (1915) och Io cerco moglie! (1920) medan reaktionen mot kommunismen beskrivs i Il padrone sono me (1922), och fascismens återuppbyggnadsverk och drömmen om imperiet i La decima legione (1934). Originella och roande bevis på filologisk kunskap och säregen humor utgör hans Dizionario moderno (1905) och Grammatica italiana (1933).
- 1953 - Flickan och dygden (La pulcella senza pulcellaggio), CWK Gleerup